# Von Plomgren

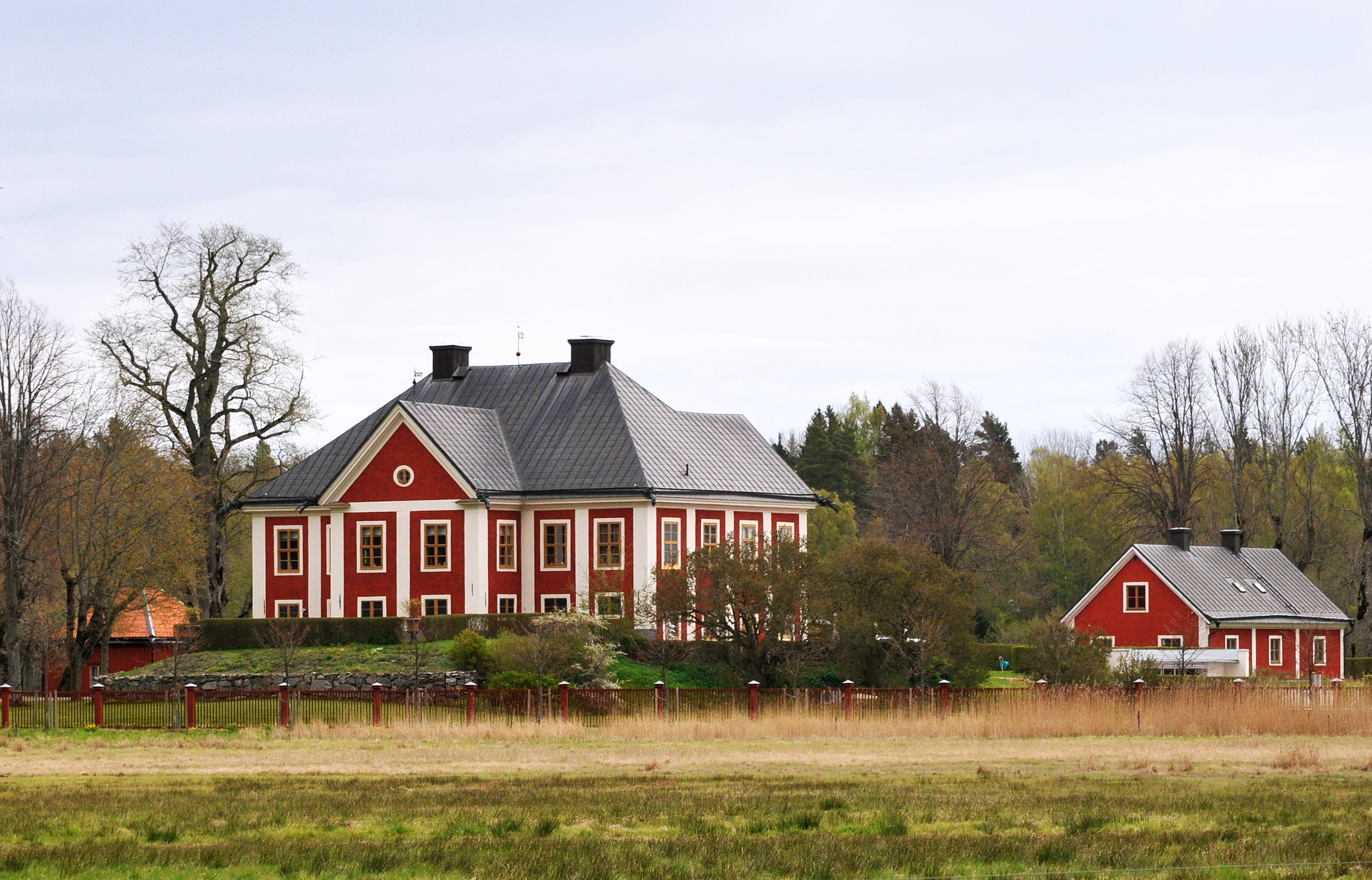
Hånö säteri.

von Plomgren är en svensk adelsätt, med samma ursprung som ätten Plommenfelt. Huvudmannen för ätten är friherre.
Ättens äldste kände stamfar var under 1600-talet bonde på Solberga gård i Ålems socken, Göran Eriksson. Han var gift med Ingrid Andersdotter Mallière, och fick ett enda barn, sonen Anders Plomgren (död 1714) som flyttade till Stockholm, där han blev borgare och linkrämare. Hans hustru, Margareta Le Clair (Leclers) född i Katarina 1675, var dotter till grytgjutaren Thomas Le Clerc, född i Liège Belgien omkring 1623 och död i Katarina 1675, och hans hustru Johanna (Jeanne) Pousette, född omkring 1628 i Österlövsta och död 1697 i Katarina. Paret fick två söner, Anders och Thomas som båda upptog släktnamnet Plomgren. Den förre av dessa, Anders Plomgren, blev stamfader för adliga ätten Plommenfelt.
Hans bror Thomas Plomgren var köpman och gift med Birgitta Funck. Deras barn blev adlade med namnet von Plomgren år 1751, och sönerna introducerades året därefter på nummer 1952. Den ännu fortlevande ätten härstammar från sonen korpralen Carl Fredrik von Plomgren till Måstena fideikommiss, gift med Hedvig Silfversköld. Den näst äldste sonen till sistnämnda par, generalmajoren Peter von Plomgren, var den ende som förde ätten vidare på svärdssidan. Han upphöjdes år 1818 till friherre enligt 1809 års regeringsform, varmed endast huvudmannen äger friherrlig värdighet. Den friherrliga ätten introducerades på nummer 371.
Huvudmannagrenen för adliga ätten är bosatt i Australien. Fram till 1999 ägde familjen Hånö säteri utanför Nyköping.

## Kända medlemmar
- Anders Plomgren (1700–1766), köpman
- Thomas Plomgren (1702–1754), köpman, politiker
- Margaretha Plomgren (1719–1780), grosshandlare, hustru till Anders Plomgren
- Carl Anders Plommenfelt (1750–?), son till Anders Plomgren, avled antagligen i Förenta staterna
- Peter von Plomgren (1770–1848), militär, sonson till Thomas Plomgren
- Erland von Plomgren (1822–1897), militär, son till Peter von Plomgren, gift med Lotten von Plomgren
- Lotten von Plomgren (1831–1916), civilförsvarskvinna och förbundsgrundare, mor till Ida von Plomgren
- Ida von Plomgren (1870–1960), florettfäktare, dotter till Erland och Lotten von Plomgren